# Ravnje (Wojwodina)
Ravnje (cyr. Равње) – wieś w Serbii, w Wojwodinie, w okręgu sremskim, w mieście Sremska Mitrovica. W 2011 roku liczyła 1184 mieszkańców.